# تاپر لیک (روستا)، نیویورک
تاپر لیک (به انگلیسی: Tupper Lake) یک منطقهٔ مسکونی در ایالات متحده آمریکا است که در شهرستان فرانکلین، نیویورک واقع شده‌است. تاپر لیک ۲۴٫۷ کیلومتر مربع مساحت و ۲۴٬۵۶۱ نفر جمعیت دارد و ۴۷۱ متر بالاتر از سطح دریا واقع شده‌است.